# Campionati mondiali di canoa/kayak 1989
I 22esimi Campionati mondiali di canoa/kayak si sono svolti a Plovdiv (Bulgaria) nel 1989.

## Medagliere
| Pos. | Paese            | Oro | Argento | Bronzo | Totale |
| ---- | ---------------- | --- | ------- | ------ | ------ |
| 1    | Unione Sovietica | 8   | 3       | 7      | 18     |
| 2    | Germania Est     | 7   | 3       | 1      | 11     |
| 3    | Ungheria         | 3   | 6       | 2      | 11     |
| 4    | Danimarca        | 2   | 0       | 0      | 2      |
| 5    | Cecoslovacchia   | 1   | 0       | 1      | 2      |
| 6    | Australia        | 1   | 0       | 0      | 1      |
| 7    | Polonia          | 0   | 4       | 2      | 6      |
| 8    | Francia          | 0   | 2       | 2      | 4      |
| 9    | Germania Ovest   | 0   | 1       | 2      | 3      |
| 10   | Romania          | 0   | 1       | 0      | 1      |
| 10   | Regno Unito      | 0   | 1       | 0      | 1      |
| 10   | Canada           | 0   | 1       | 0      | 1      |
| 13   | Bulgaria         | 0   | 0       | 3      | 3      |
| 14   | Stati Uniti      | 0   | 0       | 1      | 1      |
| 14   | Svezia           | 0   | 0       | 1      | 1      |
| 14   | Portogallo       | 0   | 0       | 1      | 1      |

## Medaglie Canoa

### C1 500m
| Posizione | Atleta           | Paese            | Tempo |
| --------- | ---------------- | ---------------- | ----- |
|           | Michał Śliwiński | Unione Sovietica |       |
|           | Olaf Heukrodt    | Germania Est     |       |
|           | Martin Marinov   | Bulgaria         |       |

### C1 1000m
| Posizione | Atleta            | Paese            | Tempo |
| --------- | ----------------- | ---------------- | ----- |
|           | Ivans Klementjevs | Unione Sovietica |       |
|           | Larry Cain        | Canada           |       |
|           | Gaspar Boldizsar  | Ungheria         |       |

### C1 10000m
| Posizione | Atleta            | Paese            | Tempo |
| --------- | ----------------- | ---------------- | ----- |
|           | Ivans Klementjevs | Unione Sovietica |       |
|           | Zsolt Bohács      | Ungheria         |       |
|           | Jan Bartunek      | Cecoslovacchia   |       |

### C2 500m
| Posizione | Atleta                             | Paese            | Tempo |
| --------- | ---------------------------------- | ---------------- | ----- |
|           | Nicolae Juravschi Viktor Renejskij | Unione Sovietica |       |
|           | Tomasz Goliasz Marek Łbik          | Polonia          |       |
|           | Joel Bettin Philippe Renaud        | Francia          |       |

### C2 1000m
| Posizione | Atleta                              | Paese            | Tempo |
| --------- | ----------------------------------- | ---------------- | ----- |
|           | Christian Frederiksen Arne Nielsson | Danimarca        |       |
|           | Olivier Boivin Didier Hoyer         | Francia          |       |
|           | Valeriy Veshko Yuri Gurin           | Unione Sovietica |       |

### C2 10000m
| Posizione | Atleta                                | Paese            | Tempo |
| --------- | ------------------------------------- | ---------------- | ----- |
|           | Christian Frederiksen Arne Nielsson   | Danimarca        |       |
|           | Olivier Boivin Didier Hoyer           | Francia          |       |
|           | Andrei Balabanov Viktor Dobrotvostkij | Unione Sovietica |       |

### C4 500m
| Posizione | Atleta                                                        | Paese            | Tempo |
| --------- | ------------------------------------------------------------- | ---------------- | ----- |
|           | Yurii Gurin Nicolae Juravschi Viktor Renejskij Valeriy Veshko | Unione Sovietica |       |
|           | György Zala Ervin Hoffmann Zsolt Varga Attila Szabó           | Ungheria         |       |
|           | Benoit Bernard Joel Bettin Philippe Renaud Pascal Sylvoz      | Francia          |       |

### C4 1000m
| Posizione | Atleta                                                          | Paese            | Tempo |
| --------- | --------------------------------------------------------------- | ---------------- | ----- |
|           | Yurii Gurin Nicolae Juravschi Viktor Renejskij Valeriy Veshko   | Unione Sovietica |       |
|           | Gabor Takacs Ervin Hoffmann Gusztav Leikep Attila Szabó         | Ungheria         |       |
|           | Nikolay Bukhalov Dejan Bonev Parisji Lubanov Christo Gheorghiev | Bulgaria         |       |

## Medaglie Kayak

### K1 500m
| Posizione | Atleta        | Paese        | Tempo |
| --------- | ------------- | ------------ | ----- |
|           | Martin Hunter | Australia    |       |
|           | Kay Bluhm     | Germania Est |       |
|           | Mike Herbert  | Stati Uniti  |       |

| Posizione | Atleta            | Paese          | Tempo |
| --------- | ----------------- | -------------- | ----- |
|           | Katrin Borchert   | Germania Est   |       |
|           | Izabella Dylewska | Polonia        |       |
|           | Josefa Idem       | Germania Ovest |       |

### K1 1000m
| Posizione | Atleta         | Paese        | Tempo |
| --------- | -------------- | ------------ | ----- |
|           | Zsolt Gyulai   | Ungheria     |       |
|           | Torsten Krentz | Germania Est |       |
|           | Karl Sundqvist | Svezia       |       |

### K1 5000m
| Posizione | Atleta            | Paese          | Tempo |
| --------- | ----------------- | -------------- | ----- |
|           | Katrin Borchert   | Germania Est   |       |
|           | Izabella Dylewska | Polonia        |       |
|           | Josefa Idem       | Germania Ovest |       |

### K1 10000m
| Posizione | Atleta            | Paese            | Tempo |
| --------- | ----------------- | ---------------- | ----- |
|           | Attila Szabó      | Cecoslovacchia   |       |
|           | Stanislav Boreyko | Unione Sovietica |       |
|           | Josè Garcia       | Portogallo       |       |

### K2 500m
| Posizione | Atleta                             | Paese            | Tempo |
| --------- | ---------------------------------- | ---------------- | ----- |
|           | Kay Bluhm Torsten Gutsche          | Germania Est     |       |
|           | Sergey Kalesnik Anatolij Tiščenko  | Unione Sovietica |       |
|           | Maciej Freimut Wojciech Kurpiewski | Polonia          |       |

| Posizione | Atleta                          | Paese            | Tempo |
| --------- | ------------------------------- | ---------------- | ----- |
|           | Ramona Portwich Monika Bunke    | Germania Est     |       |
|           | Éva Dónusz Erika Mészáros       | Ungheria         |       |
|           | Irina Salomikova Galina Savenko | Unione Sovietica |       |

### K2 1000m
| Posizione | Atleta                          | Paese            | Tempo |
| --------- | ------------------------------- | ---------------- | ----- |
|           | Kay Bluhm Torsten Gutsche       | Germania Est     |       |
|           | Vladimir Bobreshov Arturas Veta | Unione Sovietica |       |
|           | Attila Androvicz Zoltán Berkes  | Ungheria         |       |

### K2 5000m
| Posizione | Atleta                                 | Paese            | Tempo |
| --------- | -------------------------------------- | ---------------- | ----- |
|           | Ramona Portwich Monika Bunke           | Germania Est     |       |
|           | Marina Bituleano Lumineta Hertea       | Romania          |       |
|           | Alexandra Apanovich Nadejda Kovalevich | Unione Sovietica |       |

### K2 10000m
| Posizione | Atleta                              | Paese            | Tempo |
| --------- | ----------------------------------- | ---------------- | ----- |
|           | Attila Ábrahám Sándor Hódosi        | Ungheria         |       |
|           | Grayson Bourne Ivan Lawler          | Regno Unito      |       |
|           | Vladimir Gordiley Genadiy Vasilenko | Unione Sovietica |       |

### K4 500m
| Posizione | Atleta                                                           | Paese            | Tempo |
| --------- | ---------------------------------------------------------------- | ---------------- | ----- |
|           | Viktor Denisov Sergei Kirsanov Alexander Motouzenko Viktor Pusev | Unione Sovietica |       |
|           | Mario van Appen Volker Kreutzer Thomas Pfrang Reiner Scholl      | Germania Ovest   |       |
|           | Adrian Dushev Peter Godev Nikolay Jordanov Ivan Marinov          | Bulgaria         |       |

| Posizione | Atleta                                                                 | Paese            | Tempo |
| --------- | ---------------------------------------------------------------------- | ---------------- | ----- |
|           | Katrin Borchert Monika Bunke Anke Nothnagel Heike Singer               | Germania Est     |       |
|           | Katalin Gyulay Henriette Huber Rita Kőbán Erika Mészáros               | Ungheria         |       |
|           | Alexandra Apanovich Nadeja Kovbalevich Irina Salomykova Galina Savenko | Unione Sovietica |       |

### K4 1000m
| Posizione | Atleta                                                                  | Paese        | Tempo |
| --------- | ----------------------------------------------------------------------- | ------------ | ----- |
|           | Attila Ábrahám Ferenc Csipes Sándor Hódosi Zsolt Gyulai                 | Ungheria     |       |
|           | Robert Chwialkowski Maciej Freimut Grzegorz Krawcow Wojciech Kurpiewski | Polonia      |       |
|           | Ingo Behling Thomas Vaske Torsten Krentz André Wohllebe                 | Germania Est |       |

### K4 10000m
| Posizione | Atleta                                                             | Paese            | Tempo |
| --------- | ------------------------------------------------------------------ | ---------------- | ----- |
|           | Sergei Souperata Vladimir Bobreshov Alexander Mizgin Arturas Veta  | Unione Sovietica |       |
|           | Ákos Angyal Ferenc Csipes Gábor Kulcsar Laszlo Vincze              | Ungheria         |       |
|           | Tomsz Franaszek Andrzej Gajewski Grzegorz Kaleta Mariusz Rutkowski | Polonia          |       |